# 五菱・凱捷
凱捷（Wuling Victory）は、上汽通用五菱汽車が生産・販売するミニバンである。

## 概要
2020年5月25日に発表。同年9月2日に生産が始まり、11月1日に中国で発売された。当モデルは、新しくなった五菱のシルバーロゴを着用した最初のモデルであり、最大で6人が乗車できる中型ミニバンである。プラットフォームには新宝駿・RS-7と共通のものが採用されている。
搭載されるのは、最高出力108kWを発揮する1.5Lガソリンターボエンジンのみ。グレードは「精英」「尊貴」「旗艦」の3タイプで「精英」のみ6速MTと疑似8速CVTが選択できる。インテリアはベージュでまとめられ、12.3インチのセンターディスプレイを装備する。シートは人間工学に基づいて設計され、特に2列目のキャプテンシートはスライドやリクライニングによって快適に過ごすことができる。